# Daniel Féret
Daniel Féret (Momignies, 7 augustus 1944) is een Belgisch politicus.

## Levensloop
Na zijn studies werd Féret in 1972 arts.
Hij was lid van verschillende extreemrechtse organisaties alvorens in 1971 lid te worden van de PLP, de latere PRL en de huidige Mouvement Réformateur. In 1974 was hij voor deze partij kandidaat bij de wetgevende verkiezingen, maar werd niet verkozen. Enkele jaren later stapte hij uit de partij.
In 1985 richtte hij het Belgische Front National op en riep zichzelf uit tot voorzitter voor het leven. Voor deze partij was van 1994 tot 1999 lid van het Europees Parlement, van 1999 tot 2004 van de Kamer van volksvertegenwoordigers en van 2004 tot 2006 van het Brussels Hoofdstedelijk Parlement. In 2007 werd hij als partijvoorzitter ontslagen en uit de partij gezet omdat hij achttien jaar het partijgeld van het FN gebruikt had voor persoonlijke doeleinden, onder andere om een villa en fotomateriaal te kopen. Hierdoor ontstond er een scheuring binnen het FN: de eerste groep waren de leden die het oneens waren met de uitsluiting van Féret onder leiding van Patrick Cocriamont en de tweede groep de leden die de nieuwe partijvoorzitter Michel Delacroix steunden. In het kader van deze zaak werd hij in november 2014 door de correctionele rechtbank van Brussel veroordeeld tot een boete van 38.500 euro en een verbeurdverklaring van 75.000 euro voor vervalsing, valsheid in geschrifte, misbruik van vennootschapsgoederen en misbruik van vertrouwen.
Daarnaast was hij van 1994 tot 1995 ook gemeenteraadslid van Brussel, maar moest opstappen wegens foute domicilie. Hetzelfde gebeurde toen hij in 2000 tot gemeenteraadslid van Charleroi verkozen werd.
In 1987 werd hij veroordeeld tot één jaar celstraf met uitstel en verloor hij voor vijf jaar zijn burgerlijke en politieke rechten omdat Féret een patiënt die schuldig was aan inbraak een vals medisch certificaat gaf om de persoon een alibi te geven. In 1995 werd hij door de Orde van Geneesheren als dokter geschrapt, nadat hij eerder in 1989 drie maanden geschorst werd als dokter. In 2002 werd hij ook vervolgd wegens het verspreiden van teksten die zouden aanzetten tot onder meer racisme en haat. Het ging hierbij om het verspreiden van flyers waarin Féret het partijprogramma van het Front National uit wilde dragen. Het parlement stemde voor het opheffen van zijn parlementaire onschendbaarheid waarna hij in 2006 werd veroordeeld tot een taakstraf van 250 uur en het verlies van zowel zijn actief als passief kiesrecht voor tien jaar. Féret ging in hoger beroep maar dat werd verworpen, ook cassatie werd afgewezen. Na het doorlopen van de nationale rechtsgang diende hij een klacht in bij het Europees Hof voor de Rechten van de Mens waarbij hij aanvoerde dat het Belgische vonnis een inbreuk is op artikel 10 van het EVRM. De klacht van Féret werd op 16 juli 2009 met een meerderheid van 4 tegen 3 door het Hof afgewezen. In 2008 werd hij met zijn partner Audrey Rorive ook veroordeeld wegens schriftvervalsing in verband met de handtekeningen op de FN-lijst bij de Europese verkiezingen van 2004.
In 2011 vestigde hij zich in Frankrijk, waar hij zich als dokter in de gemeente Agde in het departement Hérault vestigde. In 2023 werd hij door een Franse rechtbank veroordeeld tot een jaar cel met uitstel en een beroepsverbod wegens aanranding van een patiënt, na een klacht die in 2014 werd ingediend. In de jaren nadien hadden nog twee andere personen gelijkaardige klachten ingediend. Féret ging echter in beroep, waardoor hij zijn activiteiten als arts kon blijven uitoefenen. Desalniettemin besliste de Franse Nationale Orde der Artsen in juni 2024 Féret te schorsen als arts en hem uit de orde te schrappen.